# ایرلام
ایرلام (به انگلیسی: Irlam) یک شهرک و حومه شهر در بریتانیا است که در سالفورد واقع شده‌است. ایرلام ۱۹٬۹۳۳ نفر جمعیت دارد.